# 開展德育及國民教育科委員會
開展德育及國民教育科委員會，是香港政府教育局於2012年8月22日成立的諮詢委員會，目的廣泛參與及考慮開展德育及國民教育科，以回應香港社會各界對德育及國民教育科的關注。。委員會最後建議政府擱置德育及國民教育科課程指引，獲政府接納。

## 背景
教育局2012年4月公布《德育及國民教育科課程指引》，香港各小學可於3年「開展期」，以循序漸進方式，推行德育及國民教育科。又課程指引目的培養學生正面價值觀、獨立思考及自主能力，讓學生有明辨是非之能力，兼備價值判斷，做家庭、社會、國家及世界有承擔。而委員會在「開展期」內就德育及國民教育科向教育局提供意見。

## 委員會成員
主席:
- 胡紅玉（強制性公積金計劃管理局主席）

副主席:
- 李焯芬教授（德育及國民教育專責委員會主席）

委員：
- 課程發展議會代表：
  - 楊寶華（教師）
- 德育及國民教育專責委員會委員：
  - 譚秉源（時任中華基督教會燕京書院校長）[a]
  - 張福英（教師）

- 家長：
  - 徐聯安博士（家庭與學校合作事宜委員會主席）
  - 何主平（課程發展議會家長委員）
  - 奚炳松（地區家長教師會聯會代表）

- 校長：
  - 廖亞全（香港津貼中學議會）
  - 黃謂儒（香港中學校長會）
  - 冼儉偉（津貼小學議會）
  - 梁兆棠（香港資助小學校長會）

- 教育團體：
  - 鄧飛（香港教育工作者聯會）
  - 謝小華（行政長官卓越教學獎教師協會）
- 學者：
  - 梁元生教授（香港中文大學文學院院長兼歷史系講座教授）
  - 馬慶強教授（香港浸會大學教育學系教授）

- 其他界別：
  - 湯顯森牧師
  - 李明逵
  - 李少鶴

秘書：
- 教育局首席助理秘書長（課程發展）

未接納邀請人士：
- 陳惜姿（國民教育家長關注組召集人）
- 香港教育專業人員協會代表
- 教育評議會代表
- 黃之鋒（時任學民思潮召集人）
- 青年組織代表（邀請中）

## 備註
1. ↑  2013年，已婚的譚秉源被揭發與同是已婚的女助理校長陳秀美於2月初學校農曆新年假期時結伴同遊日本，關係曖昧，師生、校友及家長嘩然。及後該校的校友組織在社交網站開設專頁要求譚秉源下台。而譚氏也向校董會提出辭去校長一職，校董會經過討論後決定接納他的請辭。多張報紙報導此事, 稱譚為"道德校長", 一時成為笑柄。